# Ronaldo Resedá
Ronaldo Andrade de Moraes, mais conhecido como Ronaldo Resedá ou simplesmente Resedá (Rio de Janeiro, 16 de outubro de 1945 — Imperatriz, 12 de setembro de 1984), foi um bailarino, ator, apresentador de televisão e cantor brasileiro.

## Biografia

### Início da carreira
No início da carreira, Resedá lecionava aulas de jazz, após ter se formado com Lennie Dale. Entre seus alunos mais famosos estão os atores Lauro Corona, Marília Pêra, Lucélia Santos e Zezé Motta. Fez sucesso também como ator, participando de peças de sucesso como "Deus lhe pague", "Pippin" e "A Infidelidade ao alcance de todos".

### Carreira musical
Em 1976, lançou-se como cantor no espetáculo "Camarim", realizado na série "Mostragem" do Teatro Opinião, com direção de Eduardo Dusek. Ainda nessa época, apresentou-se com Marina Lima e Ângela Rô Rô. No fim dos anos 1970 ganhou destaque ao participar de trilhas de novelas da Rede Globo, como Dancin' Days (com Kitch Zona Sul, composta por Lincoln Olivetti e Robson Jorge. No clipe atua ao lado da atriz e dançarina Heloísa Millet), Plumas e Paetês (com Plumas & Paetês), Marron Glacé (no clipe da música homônima que faz parte da trilha sonora, aparecia no meio de uma festa cantando e dançando), Marina (com Quero Me Entregar Pra Você) e Feijão Maravilha (com Sapateado). Como cantava basicamente disco music, ganhou o epíteto “Kid Discoteca”. Esse sucesso todo fez com que gravasse um LP, lançado em 1979, pela Som Livre, porém, único álbum de sua carreira.
Sua última apresentação em público foi em 1980, quando atuou como bailarino da abertura do show de Rita Lee, na Rede Globo. Com poucos convites para fazer shows e sem propostas de gravadoras, virou apresentador de televisão, comandando o programa de clipes Som Pop, na TV Educativa (atual TV Brasil). Em 1983 apresentou o programa "Quanto Mais Quente Melhor", da Rede Record, juntamente com Zezé Motta, Denise Bandeira e Luís Sérgio Lima e Silva.

### Morte
Em 1984 gravou um disco independente que nunca foi lançado. E contrariando recomendações médicas, fazia shows pelo país para recuperar o dinheiro investido. Em setembro do mesmo ano, com um tumor no cérebro em estado agravante, que somado aos desgastes físicos, intercalando internações hospitalares e shows, Resedá morreu vítimado pelo câncer, próximo de completar 39 anos de idade. Foi sepultado no Cemitério Parque Jardim da Saudade, em Sulacap, no Rio de Janeiro.

## Discografia
- Ronaldo Resedá - LP (Som Livre, 1979; relançado em CD pelo selo Discobertas em 2018 - Vide análise de Mauro Ferreira no seu blog)[3]
- Ronaldo Resedá - compacto (RGE, 1980)
- Ronaldo Resedá - compacto (Voo Livre, 1983)